# Guram Kostava
Guram Kostava (n. 18 iunie 1937, Tbilisi, Republica Sovietică Socialistă Gruzină, URSS – d. 20 iunie 2024) a fost un scrimer ce a reprezentat Uniunea Republicilor Sovietice Socialiste, medaliat olimpic. A participat la 2 ediții ale Jocurilor Olimpice (1960, 1964) în care a câștigat două medalii de bronz.